# Самуил Емесийски
Самуил (на гръцки: Σαμουήλ) е български духовник, епископ на Антиохийската патриаршия.

## Биография
Самуил е от български произход. В 1812 година е ръкоположен за емесийски митрополит. От 1813 година живее извън своята епархия поради противоречия с паството си. 
Умира около 1820 година.